# Feldkathedrale der Polnischen Armee (Warschau)

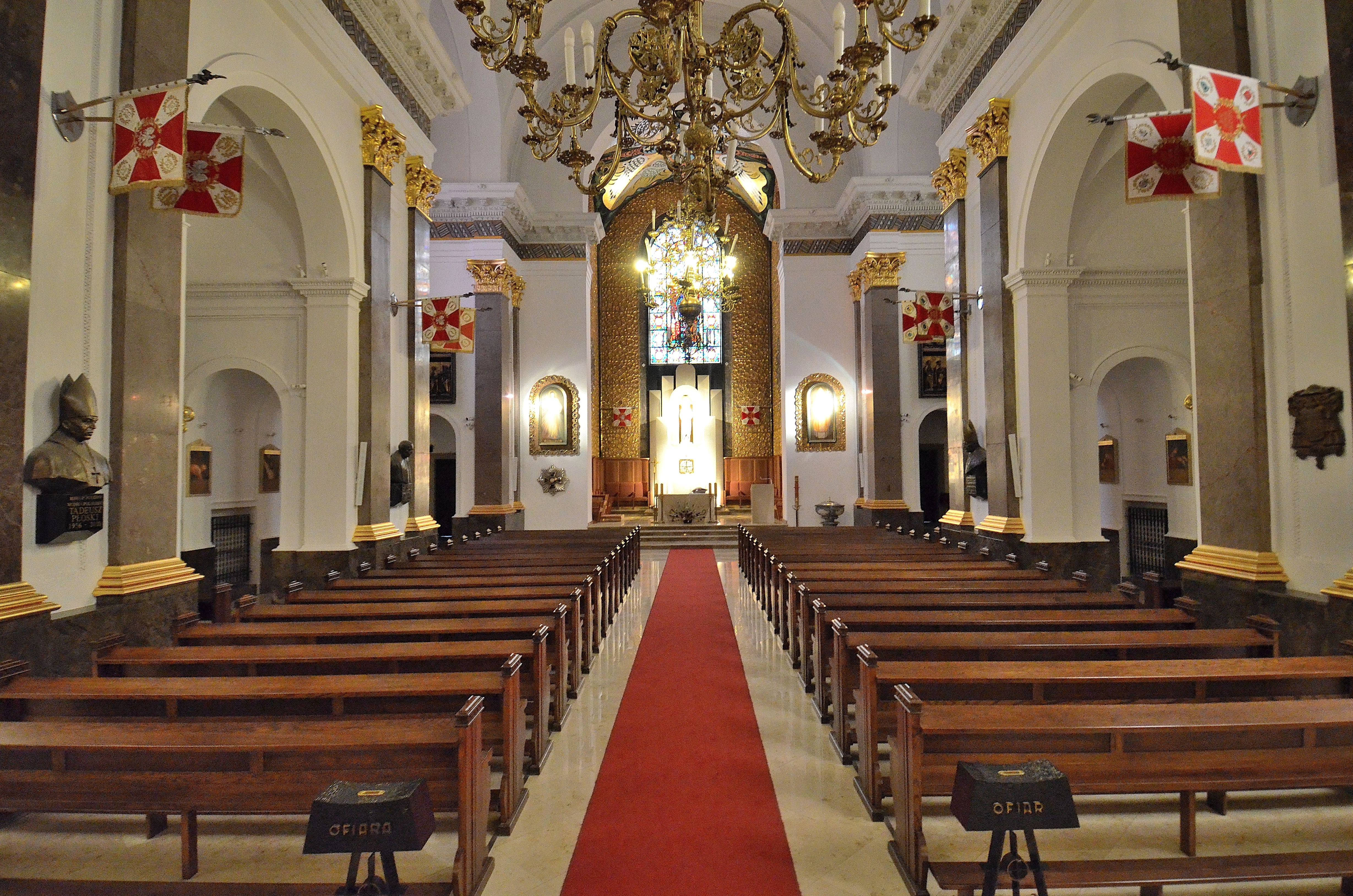
Innenraum

Die Feldkathedrale der polnischen Armee Jungfrau Maria Königin Polens (polnisch Katedra polowa Wojska Polskiego NMP Królowej Polski) in Warschau ist die katholische Militärkathedrale der polnischen Armee. Die Bischofskirche des polnischen Militärordinariats steht an der ul. Długa unweit des Krasiński-Platzes westlich der Warschauer Altstadt und Warschauer Neustadt.

## Geschichte
Die Kirche wurde 1642 von König Ladislaus IV. Vasa für die Piaristen gestiftet und 1651 von diesen übernommen. Die Kirche wurde während der Schlacht bei Warschau im Jahre 1656 von den Schweden geplündert und niedergebrannt. Bereits König Johann II. Kasimir fasste den Beschluss, die Kirche wieder aufzubauen. Sie konnte jedoch erst 1701 nach dem Wiederaufbau durch Giacomo Giuseppe Fontana wieder geweiht werden. Die Altarbilder schufen Szymon Czechowicz und Johann Gottlieb Plersch. Seit 1834 wurde der Bau als orthodoxe Kirche genutzt und entsprechend in den Jahren 1835–1837 mit Turmkuppeln im russisch-byzantinischen Stil durch Antonio Corazzi und Andrzej Gołoński umgebaut. Nach der Besetzung Warschaus durch die Achsenmächte im Ersten Weltkrieg wurde die Kirche 1916 der römisch-katholischen Kirche zurückgegeben. In den Jahren 1923–1927 erfolgte der Rückbau im klassizistischen Stil durch Oskar Sosnowski. Die Kirche wurde während des Zweiten Weltkriegs wesentlich beschädigt und bis 1960 von Leon Suzin wieder aufgebaut. 1991 wurde sie der polnischen Armee übergeben.